# جواد صيود
جواد صيود (ولد في قسنطينة 17 سبتمبر 1999)، هو سباح جزائري متألق توج بالعديد من الميداليات في مختلف المنافسات العربية والافريقية والإقليمية.

## جوائز
- الميدالية الذهبية في ملتقى مارسيليا للسباحة، في سباق 200 متر أربعة سباحة، بتوقيت قدره 1د و58 ثا و51 ج. محسنا بذلك الرقم القياسي الوطني الذي بحوزته.[5]

- 2022 - ميداليات ذهبية وفضية وبرونزية في ألعاب البحر الأبيض المتوسط 2022.[6]
- 2022 - أربع ميداليات ذهبية البطولة العربية للسباحة وهران 2022

[البطولة الإفريقية للسباحة - تونس 2022 🇹🇳]
🏊‍♂️ توج السباح صيود جواد رسميا كأفضل سباح للدورة ال15 لبطولة إفريقيا للسباحة بتحقيقه لسبع ذهبيات وأربع فضيات وأربع أرقام جديدة
.
🏊‍♂️ تتويجات في الفردي
```
:
```

🥇 200 متر فراشة
🥇100 متر على الصدر
🥇 200 متر على الصدر
🥇 400 متر متنوع
🥇 200 متر أربع أنواع
🥇 50 متر على الصدر
🥈 100 متر فراشة
🏊‍♂️🏊‍♂️ تتويجات في التناوب:
🥇 تناوب ال100 متر أربع أنواع
🥈 4 مرات 100 متر حرة
🥈 4 مرات 100 متر متنوع مختلط
🥈 4 مرات 100 متر حرة مختلط